# Drosanthemum nordenstamii
Drosanthemum nordenstamii är en isörtsväxtart som beskrevs av L. Bol. Drosanthemum nordenstamii ingår i släktet Drosanthemum och familjen isörtsväxter. Inga underarter finns listade i Catalogue of Life.